# Namnlösen (Särna socken, Dalarna, 683722-133171)
Namnlösen är en sjö i Älvdalens kommun i Dalarna och ingår i Dalälvens huvudavrinningsområde. Sjön har en area på 0,0691 kvadratkilometer och ligger 903 meter över havet.

## Delavrinningsområde
Namnlösen ingår i det delavrinningsområde (683717-133178) som SMHI kallar för Inloppet i Lilla Harrsjön. Medelhöjden är 907 meter över havet och ytan är 1,14 kvadratkilometer. Det finns ett avrinningsområde uppströms, och räknas det in blir den ackumulerade arean 6,37 kvadratkilometer. Fulubågan som avvattnar avrinningsområdet har biflödesordning 4, vilket innebär att vattnet flödar genom totalt 4 vattendrag innan det når havet efter 551 kilometer. Avrinningsområdet består mestadels av skog (36 procent) och kalfjäll (58 procent). Avrinningsområdet har 0,07 kvadratkilometer vattenytor vilket ger det en sjöprocent på 6,2 procent.